# Eddie Baza Calvo
Edward Jerome "Eddie" Baza Calvo (Tamuning, 29 de agosto de 1961) é um político e administrador de empresas guamês, eleito 8º Governador do território não incorporado aos Estados Unidos em 2010, derrotando o democrata Carl Gutierrez, permanecendo no cargo entre 2011 e 2019.

## Vida
Filho de Paul Calvo (governador do território entre 1979 e 1983) e da ex-primeira-dama Rosa Herrero Baza, trabalhou no setor privado como diretor-geral da Pacific Construction Company e vice-presidente da Pepsi em Guam.
Sua estreia na política foi na década de 1990, quando filiou-se ao Partido Republicano e foi eleito Senador em 1998, obtendo um segundo mandato entre 2005 e 2011.
Casado desde 1987 com Christine Lujan Sonido, é pai de 6 filhos.